# Чемпионат Америки по международным шашкам среди женщин
Чемпионат Америки по международным шашкам среди женщин (также панамериканский чемпионат) — соревнование по шашкам, которое проводится Панамериканской конфедерацией шашек (PAMDCC). Первый чемпионат прошёл в 2018 году в Виллемстаде Кюрасао. Победителем стала Любляна Турий из США. Проводится раз в два года. В 2020 году не проводился из-за пандемии Covid-19. Действующая чемпионка бразильянка Карла Ассунсао Каласанс.

## Призёры
| Призёры Чемпионатов Америки по международным шашкам среди женщин | Призёры Чемпионатов Америки по международным шашкам среди женщин | Призёры Чемпионатов Америки по международным шашкам среди женщин | Призёры Чемпионатов Америки по международным шашкам среди женщин | Призёры Чемпионатов Америки по международным шашкам среди женщин | Призёры Чемпионатов Америки по международным шашкам среди женщин |
| ---------------------------------------------------------------- | ---------------------------------------------------------------- | ---------------------------------------------------------------- | ---------------------------------------------------------------- | ---------------------------------------------------------------- | ---------------------------------------------------------------- |
| Год                                                              | Место                                                            | Золото                                                           | Серебро                                                          | Бронза                                                           | Форма соревнований                                               |
| 2018                                                             | Виллемстад,                                                      | Любляна Турий                                                    | Аннилайн Якобс                                                   | Сисли Изабелла Фостер                                            | круговая система                                                 |
| 2022                                                             | Санто-Доминго,                                                   | Галина Петухова                                                  | Любляна Турий                                                    | Кандида Хоакин                                                   | круговая система                                                 |
| 2024                                                             | Сан-Хосе,                                                        | Карла Ассунсао Каласанс                                          | Галина Петухова                                                  | Карина Ассунсао Каласанс                                         | круговая система с полуфиналом                                   |